# Mazhar Krasniqi
Mazhar Krasniqi (ur. 17 października 1931 w Prisztinie, zm. 8 sierpnia 2019), był liderem wspólnoty muzułmańskiej kosowskich Albańczyków w Nowej Zelandii i aktywistą praw człowieka. Od 1979 roku był pierwszym prezesem Federacji Stowarzyszeń Islamskich w Nowej Zelandii.

## Życiorys
Mazhar Shukri Krasniqi, syn Shukri Krasniqi i Aisha Minushi, urodził się w dzisiejszym Kosowie. W 1950 roku uciekł z komunistycznej Jugosławii i popłynął do Nowej Zelandii na pokładzie statku uciekinierów SS Goya. Do Wellington przybył bez grosza i 1 maja 1951 zaczął pracę w różnym charakterze przez  dziesięciolecie pracując w rolnictwie w Southland i parowych pracach wiertniczych w regionach Waikato i Zatoka Obfitości.
W dniu 1 stycznia 1956 brał udział w I Kongresie Muzułmańskim zorganizowanym przez powstające Muzułmańskie Stowarzyszenie Nowej Zelandii (New Zeland Muslim Association – NZMA). Stał się bardzo aktywnym członkiem Komitetu Wykonawczego, którego członkiem był do swojej emerytury w 1992 roku. Pełnił funkcję prezesa dwukrotnie w 1975 i ponownie w 1987 roku.
W 1960 Krasniqi otworzył w Auckland na przedmieściu Panmure restaurację o nazwie Albania i stał się dobrze prosperującym i zamożnym biznesmenem. W 1970 roku otworzył na Panmure nowy kiosk Swimarama, a następnie założył Kompanię Eksportową Nowa Zelandia – Bliski Wschód, a także wytwórnię łóżek wodnych.
W 1965, od 17 do 24 kwietnia, Krasniqi uczestniczył w ważnej konferencji międzynarodowej w Mekce, Arabia Saudyjska, jako delegat NZMA, podczas której odprawił Umrah. Podczas przedłużonego pobytu nawiązał ważne kontakty z wieloma Arabami i ekspatriantami z Albanii, którzy byli zainteresowani importem mięsa halal do Nowej Zelandii.
W latach 70. Krasniqi rozwinął szerokie kontakty z muzułmańskimi ambasadami w Wellington i Canberze (Australia), nadal uczestniczył w konferencjach i imprezach za granicą w imieniu nowozelandzkiej społeczności muzułmańskiej. Był również obecny 30 marca 1979 na uroczystości wmurowania kamienia węgielnego pierwszego meczetu w Nowej Zelandii. Wszyscy członkowie Komitetu Meczetu – Mazhar Krasniqi, Hajji Abdul Rahim Rasheed, Said Alvi, Mohammed Patel Yakub i Hajji Mohammed Hussein Sahib - zastawili własne domy, aby zwiększyć środki pieniężne niezbędne do pokrycia zobowiązań finansowych wymaganych przez firmę budowlaną. Dalsze prace budowlane rozbudowy hali rozpoczęto w 1987 roku, kiedy Krasniqi był prezesem NZMA.

### Federacja Stowarzyszeń Islamskich Nowej Zelandii

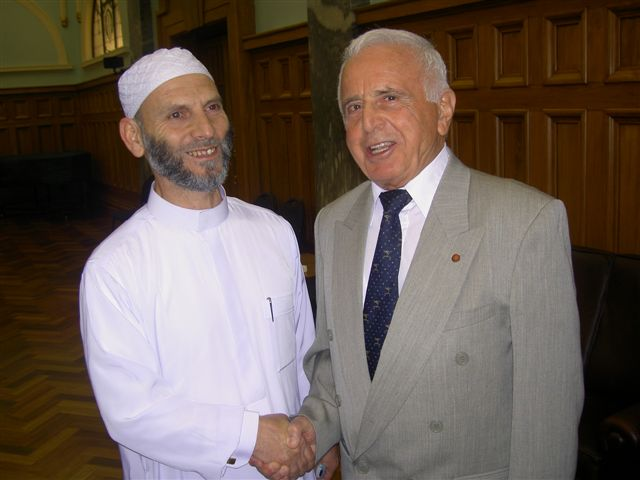
Sheikh Airot, imam meczetu Ponsonby w Auckland i Mazhar Shukri Krasniqi (z prawej) podczas obchodów srebrnego jubileuszu FIANZ, 16 listopada 2005, w budynku Parlamentu w Wellington.

Po ceremonii rozpoczęcia budowy pierwszego meczetu w Nowej Zelandii, Mazhar Krasniqi został pierwszym prezesem pierwszej krajowej organizacji muzułmańskiej, Federacji Stowarzyszeń Islamskich Nowej Zelandii (Federation of Islamic Associations of New Zealand – FIANZ). Został wybrany na to stanowisko 15 kwietnia 1979. Posiedzenie odbyło się w nabytej zaledwie kilka tygodni wcześniej posiadłości przy 17 Vermont Street, gdzie rozpoczęto prace związane z budową pierwszego w kraju meczetu.
Pod koniec 1980, Hajji Muhammad Ali Harakan, sekretarz generalny autorytatywnego Światowej Ligi Muzułmańskiej (Rabitah Al-Alam Al-Islami), przyznał Mazharowi Shukri Krasniqi Rayes –prawo do wydawania certyfikatów halal na eksport mięsa i żywności do Arabii Saudyjskiej. Pięć lat później, po wielu negocjacjach, Hajji Ashraf Choudhary, prezes FIANZ, zawarł porozumienie z Nowozelandzkim Związkiem Producentów Mięsa. 16 września 1985 Krasniqi został mianowany pierwszym zarządcą FIANZ na Wyspie Północnej do spraw halal i pracował regularnie we wsiach Wairoa, Omahu i Morewa na Wschodnim Wybrzeżu. Zrezygnował w 1986 roku.

### Emerytura
W 1992 na dorocznym walnym zgromadzeniu NZMA Mazhar Shukri Krasniqi został uhonorowany tytułem  patrona zaś Haroon Aziz Rasheed z Fidżi stał prezesem. W następnym roku Krasniqi wycofał się z działalności politycznej i przeszedł na emeryturę w obu organizacjach – NZMA i FIANZ. W późniejszym okresie brał udział w przesłuchaniach Kongresu Stanów Zjednoczonych.
Podczas kryzysu w Kosowie w 1999 Krasniqi skłonił rząd Nowej Zelandii do natychmiastowego przyjęcia ponad 650 albańskich uchodźców. W dniu 1 kwietnia 1999 w Albańska Liga Obywatelska, której był prezesem Krasniqi, zorganizowała w marcu i demonstrację w centrum Auckland, aby wyrazić swoje poparcie dla bombardowań amerykańskich w ramach sił NATO  w Jugosławii.
W dniu 31 grudnia 2002 Gubernator Generalny Nowej Zelandii nadał Mazharowi Krasniqi Queen’s Service Order w imieniu Jej Królewskiej Mości, Królowej Elżbiety II za świadczoną przez dziesięciolecia pracę na rzecz obu społeczności, albańskiej i szerokiej społeczności muzułmańskiej. Uroczystość nadania orderu odbyła się w piątek, 4 kwietnia 2003, w Government House w Wellington.
W sierpniu 2005 FIANZ obchodziła srebrny jubileusz w raczej umiarkowany sposób, wydając pamiątkową książeczkę, w której Mazhar Shukri Krasniqi na jednej stronie zawarł gratulacje i życzenia pokoju, przypisując całą chwałę Bogu jedynemu.
W tym samym roku Institute of Objective Studies w Nowym Delhi wydał książkę 100 wielkich muzułmanów XX wieku, wśród których znalazł się pierswszy prezes FIANZ, Mazhar Krasniqich. Jego nazwisko znalazło się wśród innych luminarzy świata islamu, takich jak Ahmed H. Deedat, Alija Izetbegović, Mahathir Mohamed Al Hajj Muhammed Husain Al Amini, Imam Hassan Al Bana, Ismail-bej Gaspraly, król Abdul Aziz bin Abdul Rahman Al Saud i król Faisal bin Abdul Aziz Al Saud, Malcolm X, Muhammed Jinnah, Maulana Muhammed Ilyas, Muhammed Asad, profesor Kurshid Ahmad, Ajatollah Ruhollah Chomeini Musavi, Sayyid Qutb, szejk Ahmad Yassin, Syed Abul Ala Mawdudi i wielu, wielu innych.